# Václav Nekvasil
Václav Nekvasil (14. února 1840 Kbely – 9. března 1906 Karlín) byl rakouský a český stavební podnikatel a politik, na sklonku 19. století poslanec Českého zemského sněmu.

## Biografie
Narodil se v rodině Josefa Nekwasyla, kolářského mistra ve Kbelích, a Marie Bauer, dcery chudého výminkáře ze Kbel. Také jeho dědeček byl jen kolářem. Vystudoval reálnou školu a s vyznamenáním absolvoval pražskou techniku. V roce 1868 se výhodně oženil s Eliškou Pšeničkovou (1847-1913), převzal tchánovu rodinnou firmu na asfaltovou lepenku. Věno své manželky investoval do nákupu pozemků v Karlíně, díky čemuž dále zbohatl. Zároveň si založil stavební firmu v Karlíně. Roku 1873 získal pražské měšťanské právo a zřídil si stavební kancelář na Novém Městě v domě čp.128/II, který patřil jeho švagrovi, právníku Josefu Pšeničkovi (1839-1891). Setkal se s podnikatelem Čeňkem Daňkem a pod jeho vlivem (a to i po ukončení spolupráce s Daňkem) se zpočátku zaměřoval na stavbu průmyslových objektů. Postavil celkem 18 cukrovarů, 4 pivovary a sladovny. Později prováděl i veřejné stavby jako školy, například univerzitní areál v Praze na Albertově nebo Kadetní školu na Hradčanech i se zásobním skladem. Postavil také plynárnu v Libni či věznici Na Pankráci. Firma vyvíjela aktivity nejen v Čechách, ale i v dalších zemích Rakouska-Uherska a v Německu, například v Bavorsku stavěla železniční nádraží v Hofu, další projekty realizovala v Haliči i na Balkáně. Postupně se stala jedním z největších stavebních podniků v Čechách a zaměstnávala několik architektů a stavitelů (například Františka Troníčka). 
Od roku 1881 byl Nekvasil členem pražské Obchodní a živnostenské komory a vedl stavbu jejího novorenesančního paláce na nároží náměstí Republiky (1895).
Koncem 80. let 19. století se zapojil i do zemské politiky. V doplňovacích volbách v září 1887 byl zvolen v kurii obchodních a živnostenských komor (volební obvod Praha) do Českého zemského sněmu. Mandát zde obhájil v řádných volbách v roce 1889. Politicky patřil k staročeské straně.
Patřil mezi iniciátory konání Jubilejní zemské výstavy v Praze roku 1891. Byl mu udělen Řád Františka Josefa a titul císařského rady.
Zemřel v březnu 1906 a byl pohřben do rodinné hrobky na Olšanských hřbitovech.

## Rodina
Z manželství s Eliškou Nekvasilovou-Pšeničkovou se narodily čtyři děti: 
- syn Otakar (*1869), rovněž činný jako stavební podnikatel a politik,[12]
- syn Ladislav (*1871), pražský advokát,
- dcera Anna (*1875),
- syn Bohuslav (*1878), inženýr v Karlíně.